# Budapest Pride
Budapest Pride nebo též Budapest Pride Közösségi Fesztivál (Budapešťský komunitní festival hrdosti) je největší každoroční LGBTQ+ akce v Maďarsku. Z celého týdenního festivalu je nejviditelnější událostí pochod hrdosti. Pochod byl historicky znám pod různými jmény, mimo jiné jako Meleg Méltóság Menet (Pochod za důstojnost homosexuálů) a koná se každoročně od roku 1997, obvykle první sobotu v červenci. Trasa pochodu vede podél nejrozsáhlejší budapešťské ulice Andrássyho třídy, mezi Městským parkem (Városliget) a Alžbětiným náměstím (Erzsébet tér). Ačkoli je průvod v Budapešti mnohem menší než podobné průvody hrdosti v západní Evropě a Americe, obvykle se ho účastnily jeden až dva tisíce účastníků. 
V letech 2007 a 2008 průvod vážně narušili radikálně pravicoví demonstranti a chuligáni, což ohrozilo budoucnost této akce. V dalších letech se však Budapest Pride úspěšně konal s minimálními incidenty.
V listopadu 2021 obdržela členka představenstva Budapest Pride Viktória Radványi čestné ocenění „Generation Change Award“ při předávání ocenění MTV Europe Music Awards 2021 v Budapešti.
Krajně pravicová strana Mi Hazánk opakovaně vyzývala k zákazu pochodů hrdosti LGBTQ komunity a 18. března 2025 se jí podařilo jeden ze svých návrhů prosadit. Navzdory zákazu se však 28. června téhož roku další ročník uskutečnil za účasti kolem 200 tisíc lidí.

## Ročník 2025
Mimořádnou mezinárodní pozornost vzbudil 30. ročník Budapest Pride v roce 2025. Maďarský parlament ovládaný národněkonzervativní stranou Fidesz premiéra Viktora Orbána totiž 18. března téhož roku ve zrychleném řízení schválil novelu shromažďovacího zákona, kterou pod záminkou ochrany dětí de facto zakázal pochody LGBT+ hrdosti, úřadům dal pravomoc používat nástroje k rozeznávání obličejů pro identifikaci účastníků a za účast možnost udílet pokutu až ve výši 200 000 forintů (v přepočtu zhruba 500 eur či 12 600 korun). V polovině dubna navíc parlament schválil ústavní změnu, podle kritiků směřující k autoritářskému režimu a také omezující práva a svobody LGBT+ komunity, neboť posílila předchozí zákaz pořádání pochodů hrdosti na ústavní úrovni. Vláda pak pokračovala návrhem zákona omezujícím kritiku ze strany občanské společnosti.
Maďarská policie průvod ohlášený na sobotu 28. června na základě těchto zákonů zakázala. Budapešťský starosta a představitel maďarské liberální opozice Gergely Karácsony se však za akci postavil s tím, že bude uspořádána jako akce pořádaná městem. Průvod podpořila také řada zahraničních politiků včetně předsedkyně Evropské komise Ursuly von der Leyen, vlastní účast předem ohlásilo 70 europoslanců včetně české pirátské zástupkyně Markéty Gregorové a ministři některých evropských zemí. Mezinárodní petice proti policejnímu zákazu akce nasbírala asi 120 tisíc podpisů. Orbán obvinil zahraniční politiky z vměšování do vnitřních záležitostí a pohrozil, že účast průvodu bude mít právní důsledky.
Navzdory zákazům a pohrůžkám se průvod hrdosti uskutečnil. Pořadatelé očekávali rekordní účast kolem 35–40 tisíc lidí, tyto odhady však byly ještě vysoce překročeny a agentura AFP citovala v průběhu akce předsedkyni pořádající organizace Viktórii Radványi odhadující skutečnou účast mezi 180 a 200 tisíci. Dle Respektu i střízlivé odhady mluvily o více než 100 tisících, což uváděla také maďarská média. Video s pozdravem z průvodu zveřejnila mimo jiné aktivistka Greta Thunberg. Lídr hlavní opoziční strany Respekt a svoboda (TISZA) Peter Magyar se kvůli rodinné dovolené akce neúčastnil, sdílel však podpůrný vzkaz na sociálních sítích.
Zatímco Budapest Pride policie oficiálně zakázala, naopak povolila konání dvou krajně pravicových akcí: Hnutí mládeže 64 žup (Hatvannégy Vármegye Ifjúsági Mozgalom) a parlamentní hnutí Naše vlast (Mi Hazánk Mozgalom) ohlásily akce v místech shromáždění či po trase průvodu hrdosti. Podle agentury Reuters se menší krajně pravicové skupinky snažily pochod narušit, policie je však od účastníků oddělila a trasu pochodu odklonila tak, aby nedošlo ke střetům.